# Państwowa Inspekcja Energetyczna
Państwowa Inspekcja Energetyczna – centralna jednostka organizacyjna istniejąca w latach 1951–1972, powołana w celu zabezpieczenia racjonalnego użytkowania energii elektrycznej i cieplnej przez odbiorców a zwłaszcza przez zakłady przemysłowe.

## Powołanie Inspekcji
Na podstawie uchwały Prezydium Rządu z 1951 r. w sprawie utworzenia w Ministerstwie Przemysłu Ciężkiego Państwowej Inspekcji Energetycznej ustanowiono nowy urząd w miejsce zniesionego Komisarza Gospodarki Energetycznej.

## Zakres działania Inspekcji
Do zakresu działania Inspekcji należało w szczególności:
- rozpatrywanie wspólnie z zainteresowanymi ministerstwami wskaźników jednostkowego zużycia energii w podległych im przemysłach oraz opracowanie i składanie do zatwierdzenia przez Państwowa Komisję Planowanie Gospodarczego norm jednostkowego zużycia lub ich zmian dla wszystkich podstawowych gałęzi przemysłu;
- opracowanie w porozumieniu z zainteresowanymi ministerstwami planów organizacyjno-technicznych zmierzających do zmniejszenia jednostkowego zużycia energii w zakładach przemysłowych;
- opracowanie projektów operatywnych planów miesięcznych, kwartalnych i rocznych rozdziału energii pomiędzy odbiorców w okręgach deficytowych i przedstawienie ich do zatwierdzenia Przewodniczącemu Państwowej Komisji Planowanie Gospodarczego;
- opracowanie projektów przepisów obowiązujących dostawców i odbiorców energii w zakresie użytkowania energii i technicznej eksploatacji, budowy oraz techniki bezpieczeństwa urządzeń elektrycznych i cieplnych u odbiorców przemysłowych.

## Nadzór i kontrola Inspekcji
Nadzór i kontrola w zakresie wszystkich resortów Inspekcji wykonywała nad:
- działalnością zakładów zbytu energii;
- stosowaniem właściwych taryf sprzedaży i kar wobec odbiorców;
- ustanawianiem i wprowadzaniem w życie norm zużycia energii w przemyśle;
- wprowadzeniem w życie uprawnień technicznych i obniżaniem norm jednostkowych zużycia energii w przemyśle;
- prawidłowym ustalaniem i wprowadzaniem w życie limitów mocy i energii dla odbiorców przemysłowych oraz uregulowaniem dobowego i tygodniowego zużycia energii przez odbiorców przemysłowych w okręgach deficytowych;
- prawidłowym stosowaniem ograniczeń zużycia energii przez odbiorców przemysłowych w przypadku powstania awarii w zakładach energetycznych danego okręgu;
- prawidłowym zatwierdzaniem projektów urządzeń odbiorczych i prawidłowym przyłączaniem do sieci nowych odbiorców.

Z nadzoru i kontroli Inspekcji wyłączono Ministerstwo Obrony Narodowej i Ministerstwo Bezpieczeństwa Publicznego.
Dyrektora Inspekcji powoływał i odwoływał Minister Przemysłu Ciężkiego.

## Zniesienie Inspekcji
Na podstawie uchwały Rady Ministrów z 1972 r. w sprawie utraty mocy obowiązującej niektórych uchwał Rady Ministrów, Prezydium Rządu, Komitetu Ekonomicznego Rady Ministrów i Komitetu Ministrów do Spraw Kultury ogłoszonych w Monitorze Polskim zniesiono Państwową Inspekcję Energetyczną.